# Ґжеґож Джік
Ґжеґож Джік (пол. Grzegorz Dzik; 15 березня 1960, Клодзько) — польський інженер та підприємець. Почесний консул України у Вроцлаві.

## Біографія
Народився 15 березня 1960 року в м. Клодзько. Закінчив будівельний факультет Вроцлавської політехніки.
У 1990 році заснував найбільшу групу компаній у Польщі, яка спеціалізувалася на аутсорсингу бізнес-послуг. Засновник та головний акціонер Impel S.A. У 1999—2004 роках голова наглядової ради, а з 2004 року президент Правління Impel S.A.
З 1998 — очолює Західну економічну палату (ЗЕП). З 2000 — член Суспільної Ради Академічної клінічної лікарні у Вроцлаві.
У 2002—2005 роках — віце-президент Конфедерації польських працедавців. З 2003 — член Ради Колегії Східної Європи.
Від 2006 — голова Ради Фундації «Порятунок дітей з онкологічними захворюваннями».
З 2008 року обіймає посаду Почесного консула України у Вроцлаві.
У 2013 році тижневик «Wprost» поставив Ґжеґожа Джіка на 95 позицію у списку 100 найбагатших поляків.
Також у 2013 році заснував Фундацію «Україна».

## Нагороди
- Золотий знак Вроцлавського технологічного університету з діамантом (2016);
- Золотий Хрест заслуги (2010)[8];
- Відзнака Міністра економіки (2010);
- відзнака Клубу доброзичливих людей «Вікторія-2006» за особливі заслуги у порятунку життя і здоров'я дітей та за гуманітарну діяльність;
- Кавалер Ордену Усмішки[1][8];
- орден «За заслуги» III ступеня (2021, Україна) - за вагомий особистий внесок у розвиток волонтерського руху, активну благодійну і гуманістичну діяльність[9].